# VDE
VDE (acrònim alemany de Verband der Elektrotechnik, Elektronik und Informationstechnik, Associació d'Electrotècnica, Electrònica i Tecnologies de la Informació) és una de les associacions tècnico-científica més grans d'Europa amb 36000 membres incloent 1300 corporacions i 8000 estudiants.
VDE combina ciència, estandardització i assaig de producte sota una mateixa marca.

## Camps de treball
- Tecnologia de la informació.
- Tecnologia energètica.
- Tecnologia mèdica.
- Microelectrònica.
- Automatització.